# Australian Championships 1936
Gli Australian Championships 1936 (conosciuto oggi come Australian Open) sono stati la 29ª edizione degli Australian Championships e prima prova stagionale dello Slam per il 1936. Si è disputato dal 20 al 27 gennaio 1936 sui campi in erba del Memorial Drive Park di Adelaide in Australia.
Il singolare maschile è stato vinto dall'australiano Adrian Quist, che si è imposto sul connazionale Jack Crawford in cinque set. Il singolare femminile è stato vinto dall'australiana Joan Hartigan Bathurst, 
che ha battuto la connazionale Nancye Wynne Bolton in due set. Nel doppio maschile si è imposta la coppia formata da Don Turnbull e Adrian Quist, mentre nel doppio femminile hanno trionfato Thelma Coyne Long e Nancye Wynne Bolton. Il doppio misto è stato vinto da Nell Hall Hopman e Harry Hopman.

## Risultati

### Singolare maschile
Adrian Quist ha battuto in finale  Jack Crawford con il punteggio di 6–2, 6–3, 4–6, 3–6, 9–7

### Singolare femminile
Joan Hartigan Bathurst ha battuto in finale  Nancye Wynne Bolton con il punteggio di 6–4, 6–4

### Doppio maschile
Adrian Quist /  Don Turnbull hanno battuto in finale  Jack Crawford /  Vivian McGrath con il punteggio di 6–8, 6–2, 6–1, 3–6, 6–2

### Doppio femminile
Thelma Coyne Long /  Nancye Wynne Bolton hanno battuto in finale  May Blick /  Katherine Woodward con il punteggio di 6–2, 6–4

### Doppio misto
Nell Hall Hopman /  Harry Hopman hanno battuto in finale  May Blick /  Abe Kay con il punteggio di 6–2, 6–0